# Hydroptila cornuta
Hydroptila cornuta är en nattsländeart som beskrevs av Martin E. Mosely 1922. Hydroptila cornuta ingår i släktet Hydroptila och familjen smånattsländor. Arten är reproducerande i Sverige. Inga underarter finns listade i Catalogue of Life.